# 사토 다이키 (1988년)
사토 다이키(일본어: 佐藤 大基, 1988년 9월 7일 ~ 2010년 7월 19일)는 일본의 전 축구 선수이다.

## 구단 경력
과거 더스파 구사쓰에서 활동하였다.

## 사망
2010년 7월 19일, 사토 다이키는 심장마비로 인해 숨을 거두었다.